# Albaicín
L'Albaicín és un barri de la ciutat de Granada, a Andalusia, que conserva l'estructura i l'aspecte que tenia en l'època musulmana medieval. Fou declarat Patrimoni Mundial per la UNESCO el 1984, junt amb l'Alhambra i el Generalife.

## Història i oferta turística
Inicialment, el poblament es va situar a la plana, a l'antiga ciutat d'Ilbira, però el segle xi, amb la caiguda del Califat de Còrdova, la inseguretat general va aconsellar el trasllat a l'Albaicín.
L'època nassarita fou la de més puixança i influència del barri de l'Albaicín. La trama urbana que es conserva actualment és la d'aquesta època, amb una xarxa molt complicada de carrers estrets, des de la part més alta (San Nicolás) fins a la vora del riu Darro (Carrera del Darro) i el carrer d'Elvira, que conflueixen a la plaça Nueva.
El tipus tradicional d'habitatge és el carmen, que consisteix en una casa exempta envoltada d'un petit hort o jardí i d'un mur alt que la separa del carrer. Era molt característica la canalització i distribució d'aigua potable a través de cisternes soterrades (aljubs), de les que en consten unes 28, la majoria encara en funcionament.
La situació del barri sobre el vessant d'una muntanya davant de l'Alhambra li propicia vistes espectaculars, especialment, per als turistes, des de l'església de San Nicolás. A la zona també s'hi poden visitar les restes d'uns banys àrabs, el Museu Arqueològic de Granada, i l'església de San Salvador, edificada sobre les restes d'una mesquita. També es conserven algunes cases morisques.
Modernament, l'afluència turística i la immigració des del Marroc han afavorit, conjuntament, la formació d'una xarxa de comerços i restaurants d'ambient molt característic nord-africà, com si l'Albaicín hagués recuperat els seus orígens.

## Galeria d'imatges

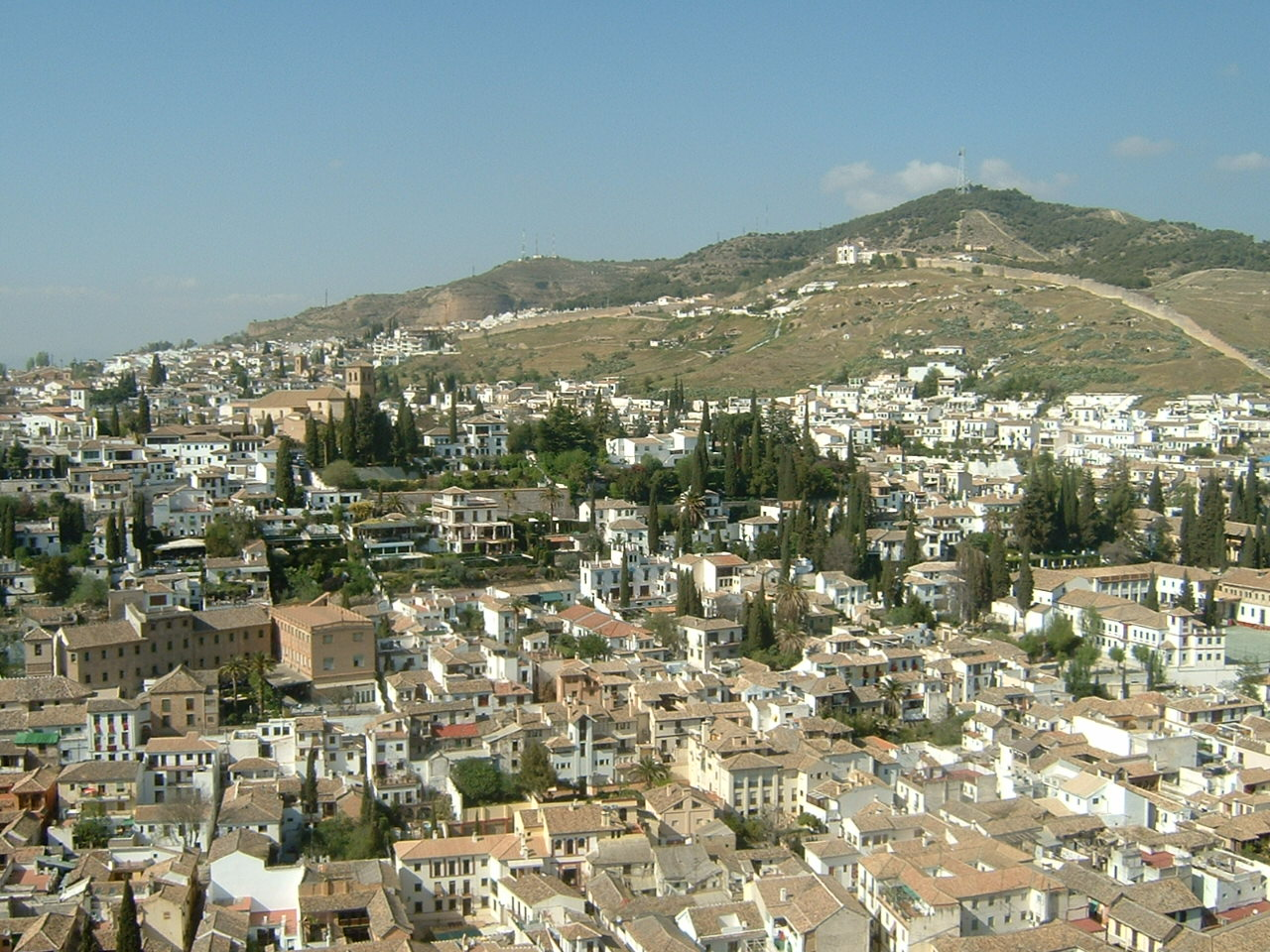
Vista des de l'Alhambra
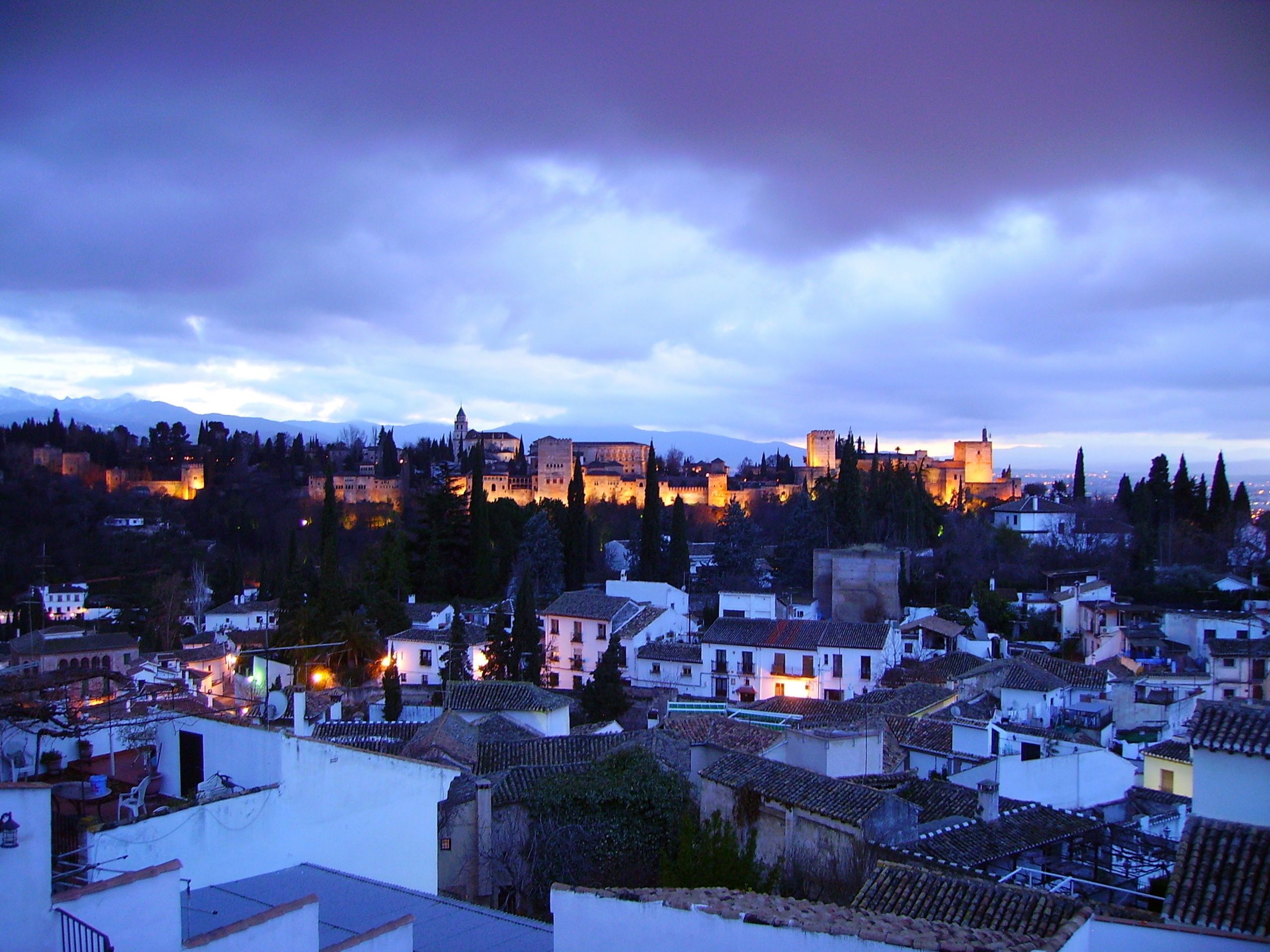
Vista de l'Alhambra per sobre de les cases de l'Albaicín
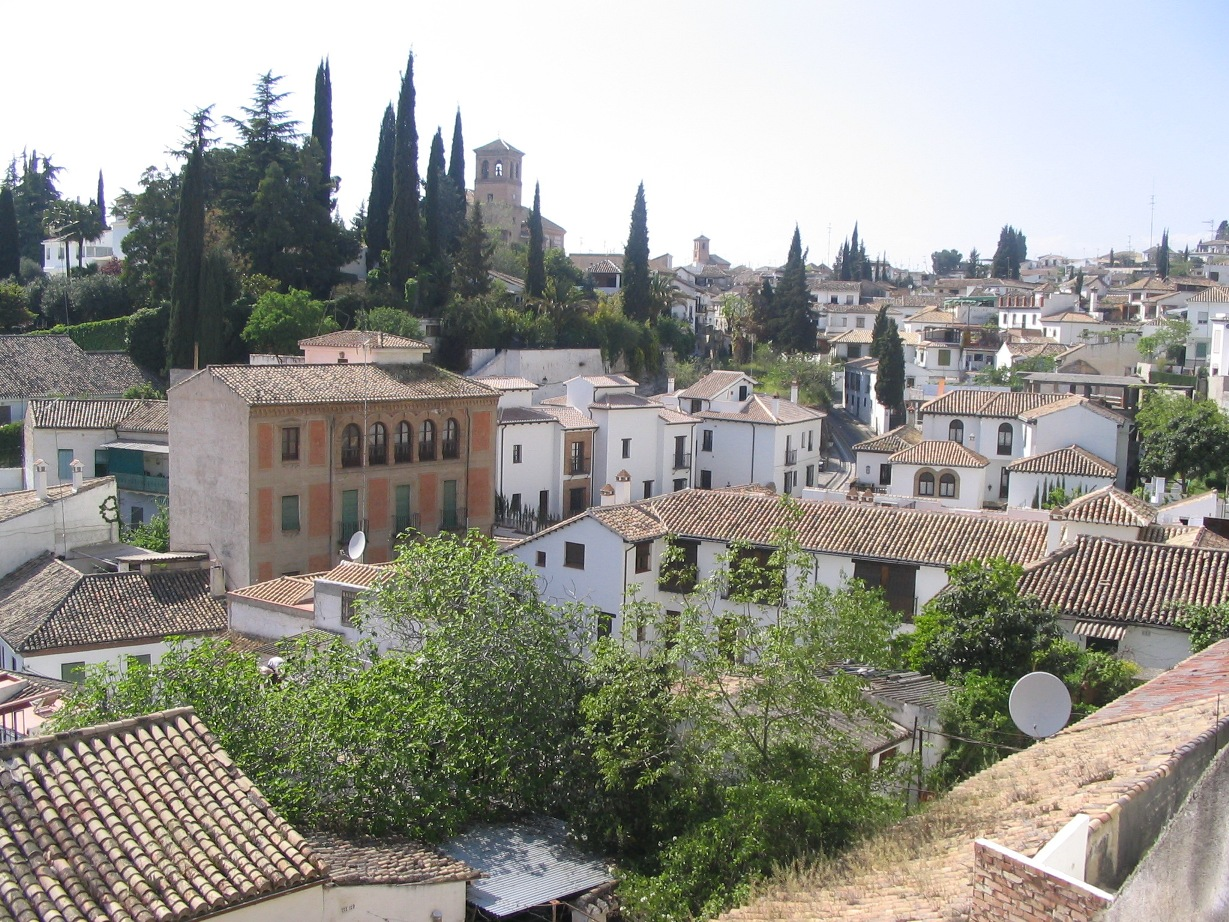
Vista parcial de l'Albaicín
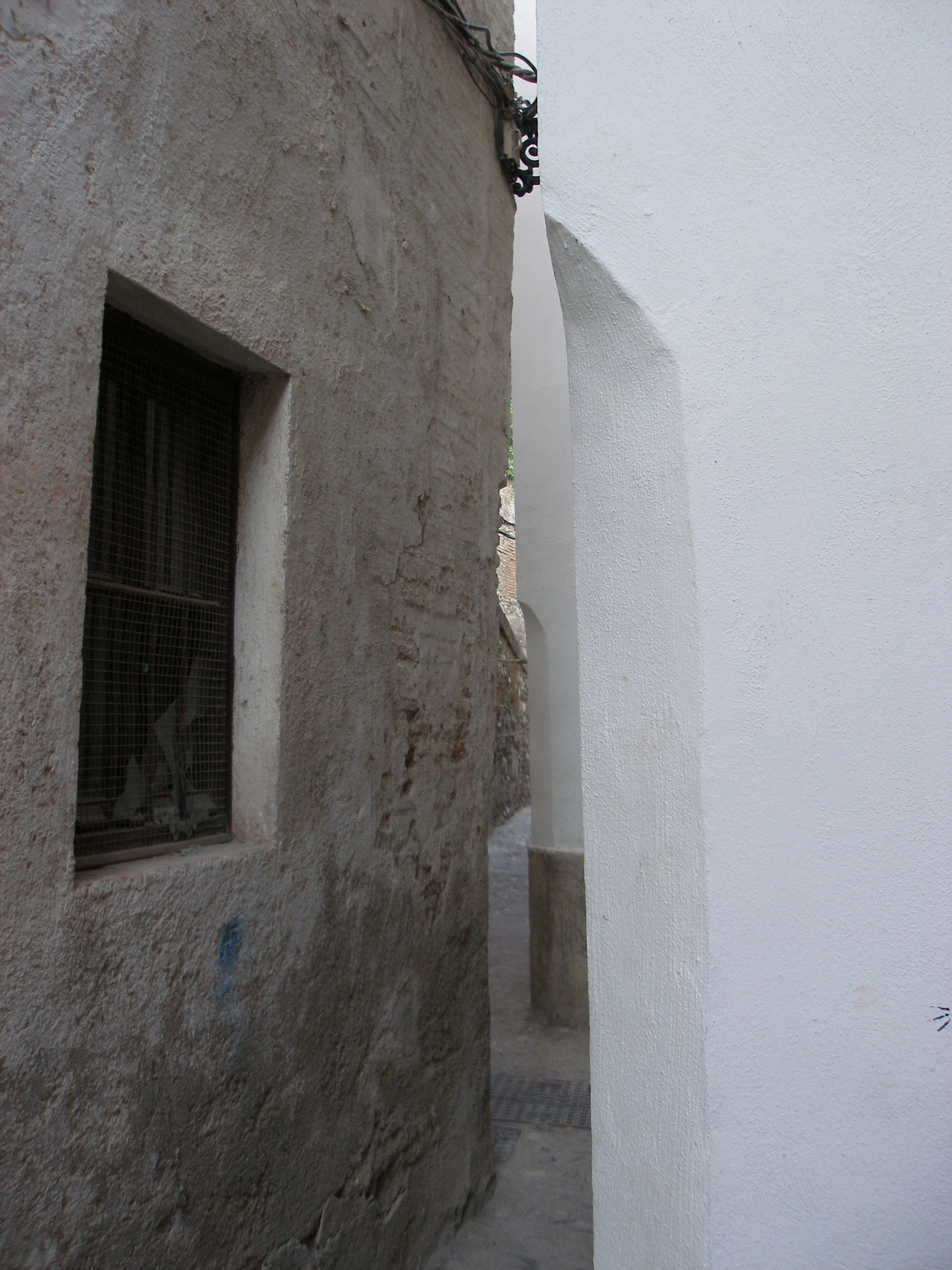
Un prodigi d'estretor a Calle del Beso
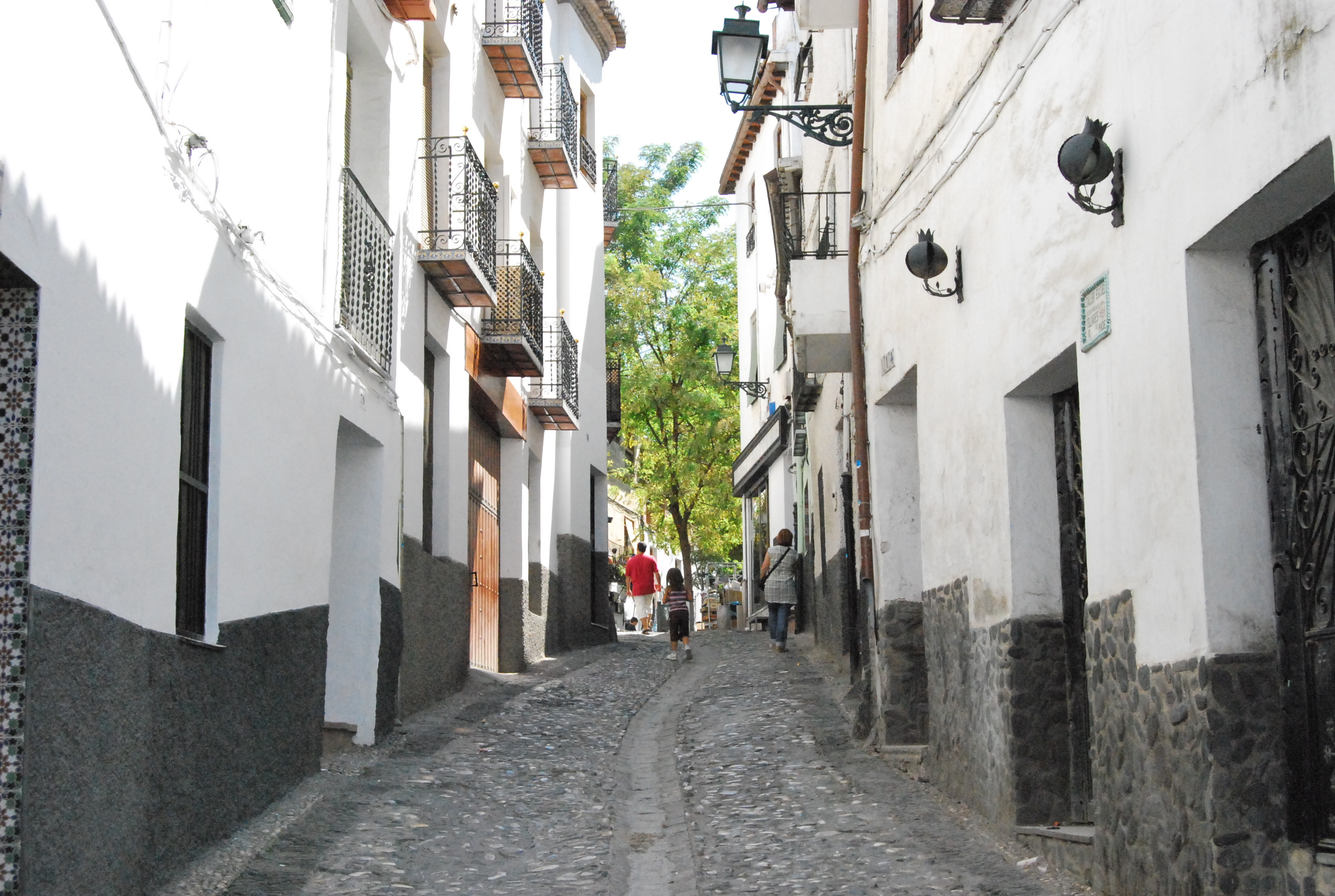
Cuesta de Alhacaba i Plaza Larga al fons
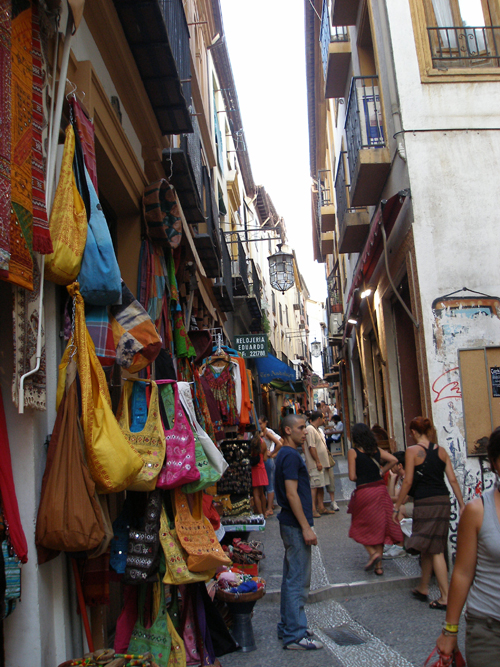
Basars i turistes al carrer Calderería